# Nagoja
Nagoja (japonsko 名古屋, Hepburn Nagoya) je velemesto v prefekturi Aiči na Japonskem, ki stoji ob zalivu Ise na jugu otoka Honšu. S približno 2,3 milijona prebivalcev (leta 2019) je četrto največje japonsko mesto.
Je najpomembnejše mesto regije Čubu v osrednjem delu Honšuja in središče tretjega največjega industrijskega območja v državi (za širšimi območji Tokia in Osake), kjer imajo med drugim tovarne največji proizvajalci vozil, kot so Toyota, Honda, Mitsubishi in Suzuki; tu izdelajo več kot polovico vseh vozil, izdelanih na Japonskem. Ključno vlogo pri tem ima tudi mestno pristanišče, ki je eno najprometnejših v državi.

## Zgodovina
Naselje je nastalo v srednjem veku in je služilo kot sedež plemiške rodbine Imagava, dokler ni območja zavzel Oda Nobunaga. Rodbina Ovari, del šogunata Tokugava, je tam v začetku 17. stoletja zgradila mestni grad. Po obnovi Meidži je Nagoja obdržala status trgovskega središča.
V začetku 1907 je vlada Nagojo odprla za mednarodno trgovino. Mesto je uničilo zavezniško bombardiranje med drugo svetovno vojno, po njej pa je bilo obnovljeno v modernem slogu. Grad so ponovno postavili leta 1959. Po vojni se je začela hitra industrializacija, predvsem na račun ugodnega naravnega pristanišča, središčne lege in dostopnosti hidroenergije.

## Mednarodne povezave
Nagoja ima uradne povezave (pobratena/sestrska mesta oz. mesta-dvojčki) z naslednjimi kraji po svetu:
- Los Angeles, Združene države Amerike
- Ciudad de México, Mehika
- Nanking, Ljudska republika Kitajska
- Sydney, Avstralija
- Torino, Italija.